# Real Sociedad Bascongada de los Amigos del País
La Real Sociedad Bascongada de los Amigos del País (en euskera, Euskalerriaren Adiskideen Elkartea, «Asociación de Amigos del País Vasco») es una asociación económica y cultural fundada en 1765 por un grupo de ilustrados vascongados de Azcoitia (Guipúzcoa). Fue una de las instituciones pioneras de la Ilustración española, cuyo modelo se imitó en toda España.
Actualmente sus principales actividades son estudiar la historia y la cultura del País Vasco, cultivar la lengua vasca, promover el desarrollo económico y divulgar la ciencia y la cultura entre el pueblo vasco. Cuenta con delegaciones en Bilbao, San Sebastián, Vitoria, Madrid y Ciudad de México. Su lema es «Irurac bat» («Las tres —Vizcaya, Guipúzcoa y Álava—, una»).
En su origen vinculada a las ideas de la Ilustración, fue la primera de las Reales Sociedades Económicas de Amigos del País, organismos españoles surgidos en la segunda mitad de siglo XVIII con el fin de promover la ciencia y la cultura. En las dependencias de La Bascongada se produjo el aislamiento del wolframio por los hermanos Fausto y Juan José Delhuyar, el único elemento químico descubierto en España.

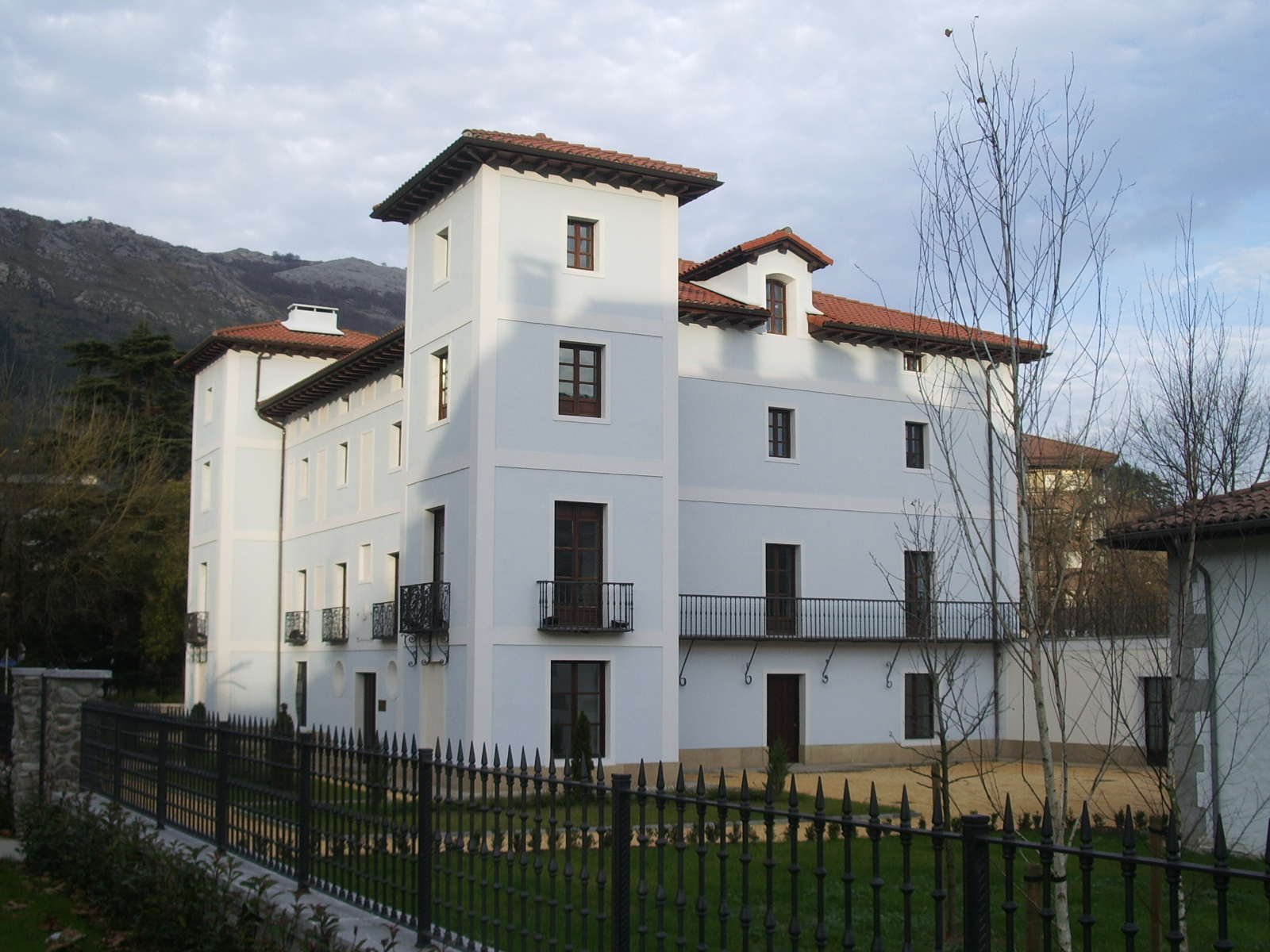
El palacio de Insausti de Azcoitia fue la sede principal de la Real Sociedad Bascongada de Amigos del País.

Nació del grupo «Caballeritos de Azcoitia» o «Triunvirato de Azcoitia», impulsado especialmente por Xavier María de Munibe e Idiáquez, conde de Peñaflorida, junto a José María de Eguía, marqués de Narros, y Manuel Ignacio de Altuna. En 1763 presentaron el plan de creación en Vergara, siendo aprobado en 1765. Fue la primera sociedad de este tipo creada en España, extendiéndose posteriormente por todo el país.

## Historia
Los socios dividieron sus actividades en cuatro secciones: agricultura; ciencias y artes útiles; industria y comercio; y política y buenas letras. Entre los miembros estarían los reformistas más importantes de la época, como Foronda, Villahermosa, Olavide, Azara, Meléndez Valdés, Samaniego... y notorios científicos extranjeros.
Establecieron una importante biblioteca, en la que figuraban las obras más importantes, y crearon el Seminario de Vergara, donde se enseñaban algunas materias clásicas junto a las nuevas como lenguas vivas, geografía, ciencias experimentales, matemáticas, técnicas, etc.
Entraron tanto en la teoría económica política como en los libros Ensayo de la Sociedad bascongada (1768) y en los Extractos de las Juntas generales (1772-1793), se ocuparon de discusiones teóricas de la economía política por un lado y por otro de forma práctica en el tema científico (Elhuyar), en beneficencia (hospicio de Vitoria) o empresarial (siembra de lino, fábrica de cuchillos).
En 1773-1774 se extendió este tipo de sociedades a otros sitios, como Tudela y Baza.
La Sociedad ha sufrido diversas crisis a lo largo de su historia, siendo refundada numerosas veces hasta llegar a la institución actual. Las sucesivas instituciones incluso han tenido diversas variaciones en su nombre. Así, durante el primer tercio del siglo XX, la institución se denominó Sociedad Económica Bascongada de los Amigos del País. Al ser refundada tras la Guerra Civil, se pretendió recuperar el nombre inicial, pero las autoridades franquistas interpretaron que el uso de la «B» era muestra inequívoca de nacionalismo vasco y forzaron el uso del término «Vascongado», siendo conocida la sociedad durante el franquismo como Real Sociedad Vascongada de Amigos del País. La muerte del dictador supuso la recuperación del término «Bascongado». A finales del siglo XX, se añadió al nombre su denominación en euskera, Euskalerriaren Adiskideen Elkartea.
En noviembre de 2024, La Sociedad celebró el 260 aniversario de su fundación, con un acto celebrado en la Sala de Juntas Generales de Bizkaia.

## Estructura
- Director: Juan Bautista Mendizabal Juaristi
- Secretario General: Julián Serrano Martín
- Tesorero: Harbil Etxaniz Ibarbia
- Presidente de la Comisión de Álava: Amelia Baldeón Iñigo
- Presidente de la Comisión de Bizkaia: Lorenzo Goikoetxea Oleaga
- Presidente de la Comisión de Guipúzcoa: Luis Elícegui Mendizabal
- Presidente de la  Delegación en Corte: Íñigo López de Uralde Garmendia
- Presidente de la Delegación en México: Nora Ricalde Alarcón